# درباره تلویزیون و سلطه ژورنالیسم
دربارهٔ تلویزیون و سلطه ژورنالیسم کتابی است از پیر بوردیو انسان‌شناس فرانسوی.
پیر بوردیو در اوج شهرت خود در سال ۱۹۹۶، در طول یک ساعت بدون هیچ‌گونه وقفه‌ای اعم از قطع تصویر، پخش موسیقی، گفت‌وگو، و حتی بدون کوچک‌ترین حرکت دوربینی دربارهٔ تلویزیون و کارکردهای سلطه‌طلبانه‌ی آن می‌گوید و کارکرد توده‌ای و سطحی آن را به چالش می‌کشد. وی این سخنرانی را در اتاق کار خود و توسط واحد تلویزیونی کلژ دو فرانس فیلمبرداری می‌کند. نتیجهٔ کار می‌شود دو برنامهٔ سخنرانی پخش‌شده از کانال پاریس- پرمیر که در آن پیر بوردیو، تلویزیون را به دروغ‌گویی، جعل واقعیت، نابرابری و ناسازگاری با اندیشه متهم می‌کند و آن را خطر بزرگی برای سپهرهای تولید فرهنگی، یعنی هنر، ادبیات، علم، فلسفه و حقوق عنوان می‌کند.
متن سخنرانی‌ها بدون تغییر زیاد و با همان لحن، پیاده می‌شود. پیوستی با عنوان «سلطهٔ ژورنالیسم» بدان افزوده می‌شود که دربارهٔ مطبوعات و پیوند این دو ابزار با قدرت و سازوکارهای آنها برای دستکاری اندیشه تماشاگران و خوانندگان به کار می‌برند، اجرا کرد. این کتاب در همان سال نخستین بار در انتشارات لیبر آژیر به انتشار رسیده است.
این کتاب به ترجمه ناصر فکوهی به وسیله انتشارات فرهنگ جاوید در ۱۲۳ صفحه منتشر شده است.
رحمان بوذری در نقد و بررسی کتاب دربارهٔ تلویزیون و ژورنالیسم پیر بوردیو را مورد نقد قرار می‌دهد و می‌گوید: متفکری که از تلویزیون و رسانه‌های گروهی بیزار است و آن را ضد دموکراسی و تفکر می‌داند، تصمیم می‌گیرد از تلویزیون علیه تلویزیون استفاده کند. دوربین را روشن می‌کند و هرچه می‌خواهد دربارهٔ تلویزیون و کارکردهای سلطه طلبانه آن می‌گوید و کارکرد توده‌ای و سطحی آن را به چالش می‌کشد؛ و حاصل کار تبدیل به کتابی می‌شود که حدود دوازده سال بعد ناصر فکوهی، استاد انسان‌شناسی دانشکده علوم‌اجتماعی دانشگاه تهران آن را به فارسی ترجمه می‌کند.

## پی‌نوشت
1. 1 2  «از تلویزیون، علیه تلویزیون، ضد تلویزیون». خبرآنلاین. ۲۱ اسفند ۱۳۸۷. دریافت‌شده در ۸ فروردین ۱۳۹۰. از پارامتر ناشناخته |ماه= صرف‌نظر شد (کمک)
2. ↑  خبرگزاری کتاب ایران (فروردین ۱۳۹۰). «دربارهٔ تلویزیون و سلطه ژورنالیسم». بایگانی‌شده از اصلی در ۱۶ مارس ۲۰۱۳. دریافت‌شده در ۱۵ سپتامبر ۲۰۱۳.